# Ossora
Ossora (russisch Оссо́ра) ist eine Siedlung städtischen Typs in der Region Kamtschatka (Russland) mit 2133 Einwohnern (Stand 14. Oktober 2010).

## Geographie
Die Siedlung liegt an der Nordostküste der Halbinsel Kamtschatka zur Karaginski-Bucht des Beringmeers, auf einer Nehrung an der Ossora-Bucht am westlichen Ufer der nach Fjodor Lütke (Litke) benannten Meerenge, die das Festland von der vorgelagerten Insel Karaginski trennt. Wenig nördlich mündet das ebenfalls Ossora genannte Flüsschen in die Bucht. Ossora liegt sich knapp 750 Kilometer Luftlinie nordnordöstlich des Regionsverwaltungszentrums Petropawlowsk-Kamtschatski.
Ossora ist Verwaltungszentrum des Rajons Karaginski, eines der vier Rajons des bis zum 1. Juli 2007 eigenständigen Föderationssubjektes Autonomer Kreis der Korjaken.

## Geschichte
Die Siedlung entstand ab 1937 als neues, günstiger in weniger sumpfigem Gebiet gelegenes Verwaltungszentrum für den seit 1926 bestehenden Rajon Karaginski (benannt nach dem auf seinem Territorium und vor seinen Küsten liegenden Karaginski-Bucht und -Insel sowie dem Fluss Karaga). Zuvor befand sich das Rajonzentrum bis 1930, als ein selbständiger Rajon Oljutorski ausgegliedert wurde, in Tilitschiki, dann im Dorf Karaga. Bis 1942 war Ossora, das seinen Namen nach Fluss und Bucht erhielt, im Wesentlichen fertiggestellt. 1949 wurde der Status einer Siedlung städtischen Typs verliehen.

### Bevölkerungsentwicklung
| Jahr | Einwohner |
| ---- | --------- |
| 1959 | 2295      |
| 1970 | 2975      |
| 1979 | 3720      |
| 1989 | 4074      |
| 2002 | 2589      |
| 2010 | 2133      |

Anmerkung: Volkszählungsdaten

## Wirtschaft und Infrastruktur
Hauptwirtschaftszweig sind Fischfang und -verarbeitung. In der näheren Umgebung wird für den lokalen Bedarf Kartoffel- und Gemüseanbau sowie Viehhaltung betrieben, im Rajon von der indigenen korjakischen Bevölkerung Rentierhaltung.
Unmittelbar südlich von Ossora liegt ein kleiner Flughafen (ICAO-Code UHPD), von dem Verbindung nach Petropawlowsk-Kamtschatski besteht. Von der Siedlung führt eine Straße in südlicher Richtung zum 15 Kilometer entfernten Dorf Karaga, das an der Südküste einer Halbinsel zu der Ossora-Bucht benachbarten Bucht Karaga liegt. Anschluss an das regionale Straßennetz besteht nicht, sodass Ossora nur per Luft oder auf dem Seeweg erreichbar ist.